# Франк Піккар
Франк Піккар (фр. Franck Piccard; нар.1965) — французький гірськолижник, що спеціалізувався на швидкісних дисциплінах,  олімпійський чемпіон та медаліст.
Піккар народився на гірськолижному курорті Ле-Сезі в Савойї. Його назвали на честь Френка Сінатри. У родині Піккарів було багато гірськолижників: брати й сестра, а також донька. 
Золоту олімпійську медаль та звання олімпійського чемпіона він виборов на Олімпіаді 1998 року, що проходила в Калгарі, в супергіганті
. На тій же Олімпіаді він був третім у швидкісному спуску. Через чотири роки, в Альбервілі, Піккар здобув срібну медаль за друге місце в швидкісному спуску. 
В активі Піккара чотири перемоги на етапах кубка світу. Після завершення кар'єри гірськолижника Піккар бігав крос на національному рівні. 

## Виноски
1. ↑  Nagano Olympics – Athlete profile: Leila Piccard. CNN/SI. 3 лютого 1998. Архів оригіналу за 16 серпня 2012. Процитовано 18 грудня 2013. [Архівовано 2012-08-16 у Wayback Machine.]
2. ↑  Calgary 1988 Official Report (PDF). XV Olympic Winter Games Organizing Committee. LA84 Foundation. 1988. Архів оригіналу (PDF) за 18 вересня 2018. Процитовано 3 січня 2014.
3. ↑  Alpine Skiing at the 1988 Calgary Winter Games: Men's Super G. Sports Reference. Архів оригіналу за 17 квітня 2020. Процитовано 23 березня 2018.
4. ↑  Albertville 1992 Official Report (PDF). Le Comite d'Organisation des Jeux Olympiques Albertville. LA84 Foundation. 1992. Архів оригіналу (PDF) за 26 лютого 2008. Процитовано 3 січня 2014. [Архівовано 2008-02-26 у Wayback Machine.]
5. ↑  Alpine Skiing at the 1992 Albertville Winter Games: Men's Downhill. Sports Reference. Архів оригіналу за 17 квітня 2020. Процитовано 25 березня 2018.